# Acremonium implicatum
Acremonium implicatum är en svampart som först beskrevs av J.C. Gilman & E.V. Abbott, och fick sitt nu gällande namn av W. Gams 1975. Acremonium implicatum ingår i släktet Acremonium, ordningen köttkärnsvampar, klassen Sordariomycetes, divisionen sporsäcksvampar och riket svampar.   Inga underarter finns listade i Catalogue of Life.